# Golansko višavje
Golansko višavje (arabsko هضبة الجولان, latinizirano: al-Džulan, hebrejsko רמת הגולן, latinizirano: Ramat HaGolan) je ozemlje na jugozahodu Sirije, ki je od leta 1967 dalje pod zasedbo Izraela.

## Geografija
Planota, ki jo nadzira Izrael, je del večjega območja vulkanskih bazaltnih polj, ki se raztezajo proti severu in vzhodu in so nastala v nizu vulkanskih izbruhov, ki so se začeli pred nedavnim v geološki zgodovini, pred skoraj štirimi milijoni let in trajajo še danes. Kamnina, ki tvori gorsko območje v severnem Golanskem višavju in se spušča od gore Hermon, se geološko razlikuje od vulkanskih kamnin planote in ima drugačno fiziografijo. Za gore so značilni svetlejši jurski apnenci sedimentnega izvora. Lokalno se apnenec lomi po prelomih in raztopljenih kanalih in tvori kraški podobno topografijo, v kateri so pogosti izviri.
Geološko Golanska planota in ravnica Hauran na vzhodu predstavljata holocensko vulkansko polje, ki sega tudi na severovzhod skoraj do Damaska. Velik del območja je potresen z mirujočimi vulkani, pa tudi s žlindrini stožci, kot je Majdal Šams. Na planoti je tudi kratersko jezero, imenovano Birkat Ram, ki ga napajajo tako površinski tokovi kot podzemni izviri. Za ta vulkanska območja so značilna bazaltna kamnina in temna tla, ki izvirajo iz vremenskih razmer. Bazalt poteka nad starejšimi izrazito svetlejšimi apnenci in laporji, ki so bili izpostavljeni ob reki Jarmuk na jugu.

### Meje
Golansko višavje ima različne geografske meje. Na severu dolina Sa'ar (Banias) na splošno deli svetlejšo apnenčasto kamnino gore Hermon od temno obarvanih vulkanskih kamnin Golanske planote. Zahodna meja planote je strukturno okrnjena z riftno dolino Jordana, ki se strmo spušča v Galilejsko jezero. Južno mejo obloži reka Jarmuk, ki ločuje planoto od severnega območja Jordanije. Končno je vzhodni konec Golanskega višavja izklesala reka Raqqad (Wadi Ruqqad) in območja, ki jih še vedno nadzira Sirija.

### Velikost
Dolžina planote sever-jug je približno 65 kilometrov, širina vzhod-zahod pa od 12 do 25 kilometrov.
Izrael je po lastnih podatkih zasedel 1150 kvadratnih kilometrov. Po sirskih podatkih Golansko višavje meri 1860 kvadratnih kilometrov, od tega jih zaseda Izrael 1500 km².  Po navedbah CIA ima Izrael 1300 kvadratnih kilometrov.

### Topografija
Območje je gričevnato in dvignjeno, s pogledom na dolino reke Jordan, ki vsebuje Galilejsko jezero in reko Jordan, obvladuje pa jo 2814 metrov visoka gora Hermon. Galilejsko jezero na jugozahodnem koncu planote in reka Jarmuk na jugu sta na višini precej pod morsko gladino (Galilejsko morje na približno -214 metrih).
Topografsko gledano je Golansko višavlje planota s povprečno nadmorsko višino 1000 metrov, ki se dviga proti severu proti gori Hermon in se spušča do višine približno 400 metrov vzdolž reke Jarmuk na jugu. Strmejša, bolj razgibana topografija je na splošno omejena na severno polovico, vključno z vznožjem gore Hermon; na jugu je planota višja.
Na Golanskem višavju je več majhnih vrhov, večina vulkanskih stožcev, kot so: gora Agas (1350 m), gora Dov / Jebel Rous (1529 m; severni vrh 1524 m), gora Bental (1171 m) in nasproti nje gore Avital (1204 m), gora Ram (1188 m), Tal Saki (594 m).

#### Enote
Širša Golanska planota ima bolj umirjeno topografijo, ki se običajno giblje med 120 in 520 metri višine. V Izraelu je Golanska planota razdeljena na tri regije: severno (med dolino Sa'ar in Jilabun), osrednjo (med dolinama Jilabun in Daliyot) in južno (med dolinama Daliyot in Jarmuk). Na zahodu je omejeno s skalnim klifom, ki se spušča na 500 metrov v dolino reke Jordan in Galilejsko jezero. Na jugu vrezana dolina reke Jarmuk označuje meje planote, vzhodno od opuščenega železniškega mostu navzgor proti Hamatu Gaderju in Al Hammah pa označuje priznano mednarodno mejo med Sirijo in Jordanijo.

### Podnebje in hidrologija
Golanski višavje je poleg svojega strateškega vojaškega pomena pomemben vodni vir, zlasti na višjih nadmorskih višinah, ki so pozimi zasnežene in pomagajo vzdrževati izvire rek in izvirov v sušnem obdobju. Višavje prejme bistveno več padavin kot okoliške, nižje nadmorske višine. Zasedeni sektor Golanskega višavja zagotavlja ali nadzoruje znaten del vode v porečju reke Jordan, kar posledično zagotavlja del oskrbe Izraela z vodo. Višavje oskrbuje 15 % vode Izraelu.

## Prebivalstvo
Po izraelski zasedbi se je na območju naselilo okoli 18.000 judovskih naseljencev v Kacrinu in še 33 kibucih in mošavih. Približno toliko je tudi Druzov, ki živijo v 5 vaseh, Čerkezov pa je ostalo le neznatno število. Šaronova vlada načrtuje naselitev še 900 judovskih družin.

## Zgodovina
Prvi sledovi poselitve območja segajo v 3. tisočletje pr. n. št., ko so območje zasedli Amoriti. Sledili so jim Aramejci, Judje, Asirci, Babilonci, Perzijci, dokler se niso v 5. stoletju pr. n. št. iz babilonskega izgnanstva vrnili Judje. Stoletje pozneje je območje prišlo pod nadzor Aleksandra Velikega in ostalo pod grško nadvlado vse do prihoda Rimljanov v 2. stoletju pr. n. št. Ravno v rimskem času se prvič pojavi ime Golan, ki je izšlo iz pred tem uporabljanega grškega Gaulanitis. 
Med prvim judovskim uporom proti Rimu leta 67 so zelotski uporniki zasedli vrh hriba Gamla in ga junaško branili do padca, zato mu še danes pravijo »golanska Masada«. Po rimski razselitvi Judov iz Judeje so se okoli leta 250 priselili Gasanidi in zgradili prestolnico Džabija. Po delitvi Rimskega cesarstva leta 395 je Golan pripadel Bizantinskemu cesarstvu, območju pa so vladali njegovi vazali Gasanidi. Med letoma 614 in 628 so ga za kratek čas osvojili Sasanidi, leta 636 pa so ga zavzeli muslimanski Arabci pod vodstvom kalifa Omarja I. V 15. stoletju so se na severne predele pričeli naseljevati Druzi, sledili so jim Sudanci, Alžirci, Turkmenci, Čerkezi in sirski Arabci. V 16. stoletju so nadzor nad planoto prevzeli otomanski Turki in ga zadržali vse do konca 1. svetovne vojne.
Po francosko - britanskem sporazumu decembra 1920 je bila večina Golanskega višavja dodeljena Francoski mandatni Siriji, ki je dejansko dobila območje šele po natančni razmejitvi leta 1923, leto kasneje pa so arheološko najdišče Dan dodelili Britanski mandatni Palestini. Po koncu Francoske mandatne Sirije leta 1944 je območje pripadlo Siriji. 
Po arabsko - izraelski vojni leta 1948 in 1949 so se Sirci utrdili na višavju in naslednjih 17 let bombardirali izraelske vasi dobrih 1000 metrov nižje (izraelski obrambni minister Moše Dajan je pozneje izjavil, da so to bili odgovori na izraelske provokacije v demilitariziranem območju). 9. in 10. junija 1967, med šestdnevno vojno so izraelske enote zasedle Golansko planoto. Večina prejšnjih prebivalcev, v glavnem Čerkezov, je zbežala in se še do danes ne more vrniti. Izraelci so takoj po tej vojni začeli naseljevati judovske naseljence. Prvi kibuc je zrasel že julija 1967, po treh letih je bilo judovskih naselbin 12, do danes pa jih je zraslo skupaj 34 s približno 18.000 priseljenci.Med jomkipursko vojno leta 1973 je Sirija ponovno poskušala osvojiti Golansko višavje. Osvojili so velik del njenega južnega dela, vendar so se morali po izraelskem protinapadu hitro umakniti. Leta 1974 je bilo podpisano premirje, ki je vzdolž Golanske planote in preostanka Sirije vzpostavilo tamponsko območje (širine med nekaj 100 metri in 3 km) pod nadzorom OZN, ki ga še danes nadzoruje okoli 1000 pripadnikov UNDOF (United Nations Disengagement Observer Force). V tem območju ima Damask le civilno in nobene vojaške oblasti.
Leta 1981 je kneset priključil ozemlje Izraelu in prebivalcem pred letom 1967 podelil izraelsko državljanstvo. Priključitve ni priznala nobena država, OZN pa jo je z resolucijo 497 razveljavila. Damask se ozemlju ni nikoli odrekel in vztrajno zahteva umik Izraela na meje pred letom 1967. Več izraelskih vlad je omenilo možnost vrnitve delov zasedenega ozemlja v zameno, da bi ta območja ostala demilitarizirana, da bi z Damaskom vzpostavili diplomatske in gospodarske odnose ter za nekaj dodatnih ukrepov, ki bi zagotovili varnost Izraela. Pogajanja so vselej propadla. Zadnjič je do tovrstnih pogajanj prišlo pod ameriškim posredništvom v letih 1999 in 2000, ko sta jih zaustavila tudi smrt sirskega predsednika Hafeza al-Asada ter ponoven izbruh konflikta med Izraelom in Palestinci. Leta 2003 je sedanji sirski predsednik Bašar al-Asad ponovno predlagal mirovne pogovore, vendar so jih v Izraelu zavrnili.
Poleg Sirije tudi Libanon zahteva vrnitev zasedenih kmetijskih zemljišč, ki naj bi pripadala prebivalcem libanonske vasi Šeba.